# 入山海斗
入山 海斗（いりやま かいと、2000年5月26日 - ）は、大阪府守口市出身のプロ野球選手（投手）。右投右打。オリックス・バファローズ所属。

## 経歴

### プロ入り前
守口市立八雲東小学校3年生から野球を始める。
守口市立第一中学校時代は守口シニアで外野手としてプレーしていた。
和歌山県立日高高等学校中津分校に進学すると、投手へと転向。主に中継ぎを務め、県大会準優勝を果たした。台湾遠征にも参加し、この時は143km/hのストレートを投げ、注目された。
その後、宮城県にある東北福祉大学へと進学。リーグ戦登板は1年生の時に1試合投げたのみであったが、ストレート、ポテンシャルといった部分をスカウト陣に評価される。
2022年10月20日に開催された同年のNPBドラフト会議で、オリックス・バファローズより育成ドラフト3位で指名を受けた。11月19日、オリックスと仮契約を結んだことが発表された。背番号は032。

### オリックス時代
2023年はオープン戦で東北楽天ゴールデンイーグルスとの試合で登板するも2/3回2失点という結果となった。その後は二軍で主に抑えとして登板し、同年のフレッシュオールスターゲームにも出場。結果は打者6人に対し、計20球、1失点だった。ウエスタン・リーグでは44試合に登板し、5勝3敗13セーブ、防御率2.36という成績だった。
2024年はウエスタン・リーグでの登板が39試合と前年より登板数を減らした。成績も3勝2敗8セーブ、防御率3.18と前年よりやや下降した。
2025年はウエスタン・リーグで13試合に登板して0勝1敗、防御率3.86という成績で、7月30日に支配下登録された。背番号は68。推定年俸は500万円。

## 選手としての特徴
150km/h前後のストレートに加え、フォークボールを投ずる。

## 人物
幼少期からのオリックスファンで、小学生の時には本拠地の京セラドーム大阪に訪れたほか、ファンクラブにも入会していた。

## 詳細情報

### 記録

#### 初記録
投手記録
- 初登板：2025年8月14日、対東北楽天ゴールデンイーグルス18回戦（京セラドーム大阪）、9回表に4番手で救援登板・完了、1回無失点[14]
- 初ホールド：2025年8月17日、対埼玉西武ライオンズ19回戦（京セラドーム大阪）、11回表に8番手で救援登板、1回無失点

### 背番号
- 032（2023年[8] - 2025年7月29日）
- 68（2025年7月30日[13] - ）